# 毛杜仲藤
毛杜仲藤（学名：Parabarium huaitingii）为夹竹桃科杜仲藤属下的一个种。

## 扩展阅读
- 維基物種上的相關：毛杜仲藤